# 蕭子卿
蕭 子卿（しょう しけい、468年 - 494年）は、南朝斉の皇族。廬陵王。武帝蕭賾の三男。字は雲長。

## 経歴
蕭賾と張淑妃のあいだの子として生まれた。479年（建元元年）、臨汝県公に封じられた。482年（建元4年）、武帝が即位すると、子卿は持節・都督郢州司州之義陽諸軍事・冠軍将軍・郢州刺史となった。廬陵王に改封された。483年（永明元年）、都督荊湘益寧梁南北秦七州諸軍事・安西将軍・荊州刺史に転じた。484年（永明2年）、始興王蕭鑑が益州刺史となると、子卿は益州の都督の任を解かれた。485年（永明3年）、南陽郡の劉虯・宗測・宗尚之・庾易・劉昭らに蒲車束帛の命を加えるよう上表した。
487年（永明5年）、入朝して侍中・撫軍将軍となった。受けないうちに中護軍となった。488年（永明6年）、秘書監に転じ、右衛将軍を兼ねた。まもなく中軍将軍の号を受けた。492年（永明10年）、車騎将軍に進んだ。493年（永明11年）、使持節・都督南豫豫司三州諸軍事・驃騎将軍・南豫州刺史に任じられた。南豫州に赴任する途中、ふざけて部隊を水軍に編成した。武帝はそのことを聞くと激怒して子卿を解任し、子卿の典籤に罪を負わせて殺した。宜都王蕭鏗が代わって南豫州刺史として赴任した。子卿は邸に帰され、武帝が死去するまで会うことができなかった。
蕭昭業が即位すると、子卿は再び侍中・驃騎将軍となった。494年（隆昌元年）、衛将軍・開府儀同三司の位を受け、兵佐を置いた。同年（延興元年）9月、鄱陽王蕭鏘が殺害されると、子卿が代わって司徒となった。まもなく子卿も殺害された。享年は27。